# Georg von Vincke
Georg von Vincke (Hagen, 15 maggio 1811 – Bad Oeynhausen, 3 giugno 1875) è stato un politico prussiano.

## Biografia
Nasce nei pressi di Hagen nella residenza di Haus Busch, figlio del nobile prussiano Ludwig von Vincke.
Dal 1828 al 1832 studia giurisprudenza presso la Humboldt-Universität zu Berlin di Berlino e la Università Georg-August di Gottinga. Dopo un anno di leva volontaria comincia a lavorare presso i tribunali di Berlino, Minden e Münster. Nonostante una condanna nel 1833 per essersi sottratto ad un duello, prosegue la sua attività al tribunale di Minden.
Dal 1837 al 1848 è deputato ad Hagen. Nel 1843 è deputato nel parlamento della Vestfalia e nel 1847 è già uno dei politici liberali più in vista fra i deputati delle regioni del Reno e della Vestfalia alla dieta prussiana.
Nel 1848 sposa la contessa Helene von der Schulenburg, di soli 21 anni.
Dal 20 maggio 1848 al 24 maggio 1849 è delegato all'Assemblea di Francoforte, mentre l'anno successivo fu deputato alla seconda Camera prussiana. Qui svolse un ruolo chiave di coesione fra il parlamento di Francoforte e quello prussiano. Inizialmente fra i conservatori, nel 1852 passò alla Sinistra.
Il 25 maggio 1852 venne a duello con pistola con Otto von Bismarck. Il duello terminò senza che nessuno dei partecipanti ricevesse ferite.
Nel 1859 divenne portavoce dei liberali moderati, che si chiamarono di conseguenza Partei Vincke. Sostenne la politica della Neue Aera ed entrò in conflitto con la politica conservatrice di Bismarck.
Dal 1867 al 1869 fu deputato al Reichstag des Norddeutschen Bundes.